# Убийство полицейских в Днепре (2016)
25 сентября 2016 года в Днепре экипаж патрульной полиции задержал автомобиль, нарушивший правила дорожного движения. Задержанный водитель открыл огонь по полицейским, убив одного из полицейских и смертельно ранив его напарницу. Задержанный водитель получил огнестрельное ранение в живот и скрылся с места происшествия, однако был вновь задержан полицией в тот же день при попытке обращения за медицинской помощью. Двое полицейских стали первыми сотрудниками патрульной полиции Украины, погибшими при исполнении служебных обязанностей. Событие получило широкую огласку в стране, выявив отсутствие формализованного порядка эскалации применения силы в полиции.

## Описание происшествия
Утром 25 сентября 2016 года около 10:00 вблизи Днепровского автовокзала экипаж патрульной полиции в составе сотрудников полиции Артёма Кутушева и Ольги Макаренко задержал автомобиль марки «Citroen», проехавший на запрещающий сигнал светофора. При задержании на полицейских не было бронежилетов, свою нагрудную камеру включил только Кутушев, у полицейских не было типовой схемы эскалации применения силы.
Задержанный водитель Александр Пугачёв вступил в пререкания с полицейским и потребовал отпустить его. Так как его нарушение не было доказано. Макаренко, которая должна была прикрывать напарника, ушла общаться с водителем другого транспортного средства. Получив отказ, водитель потребовал от Кутушева «лечь на пол». Полицейский выполнил требование Пугачёва. После этого началась перестрелка, в ходе которой Пугачёв сделал несколько выстрелов в полицейских, убив Кутушева и тяжело ранив Макаренко. Кутушев успел сделать один ответный выстрел, ранив Пугачёва в живот. Пугачёв завладел табельным оружием Кутушева и попытался скрыться на своём автомобиле. Однако его автомобиль заблокировал своим микроавтобусом водитель Валерий Тимонин, оказавшийся свидетелем происшествия. Пугачёв сделал несколько выстрелов по микроавтобусу и, угрожая оружием, вынудил Тимонина освободить ему дорогу. Затем Пугачёв скрылся на своём автомобиле. Ольга Макаренко скончалась в тот же день в больнице, во время операции.
Подозреваемый Пугачёв был задержан в тот же день в больнице имени Мечникова города Днепр при обращении за медицинской помощью по поводу огнестрельного ранения. После задержания ему была оказана медицинская помощь.

## Погибшие
Оба погибшие полицейские — лейтенанты полиции с высшим юридическим образование служили в патрульной полиции Днепра с первого дня её существования.
- Артём Юрьевич Кутушев (укр. Артем Юрiйович Кутушев)[10], 27 лет. Осталась трёхлетняя дочь. После службы в армии заочно окончил Днепропетровский государственный университет внутренних дел (2015) по специальности «Правоохранительная деятельность»[11].
- Ольга Александровна Макаренко (укр. Ольга Олександрiвна Макаренко)[10], 36 лет. Остались двое сыновей. Выпускница-заочница Национальной юридической академии Украины имени Ярослава Мудрого, юрист-правовед. В 2002—2010 годах работала юристом в одном из райсоветов города. Когда начался набор в патрульную полицию Днепра, Ольга записалась одной из первых[11].

## Преступник
Александр Андреевич Пугачёв(укр. Олександр Андрійович Пугачов), 6 января 1983 года рождения, гражданин Украины, уроженец города Мичуринска Тамбовской области, ранее судимый. Проживал в городе Торез Донецкой области, а последний год — в Днепре. Участник АТО, бывший боец роты спецназначения «Торнадо» МВД Украины. На момент происшествия 25 сентября 2016 года Пугачёв больше года находился в розыске по подозрению в совершении тяжких преступлений в составе роты «Торнадо».
Пугачёв был задержан 25 сентября 2016 года в больнице имени Мечникова, куда он обратился с огнестрельным ранением. Пугачёву была оказана медицинская помощь, после операции он был оставлен в больнице под вооружённой охраной.

## Реакция на происшествие
Президент Украины Петр Порошенко, министр внутренних дел Арсен Аваков и начальник полиции Хатия Деканоидзе выразили соболезнование семьям погибших.
В Днепре 26 сентября был объявлен траур. В этот день городской голова Борис Филатов и министр внутренних дел Аваков наградили водителя микроавтобуса Валерия Тимонина, пытавшегося задержать подозреваемого, медалью «Защитник города» и именным оружием.
Официальные лица министерства внутренних дел Украины заявили о подготовке изменений в законодательстве о полиции, вызванных происшествием. Министр МВД Арсен Аваков во время брифинга в Днепре анонсировал подготовку законопроекта, которым будет закреплена презумпция правоты сотрудника правоохранительных органов. Аваков также заявил, что МВД выделит две двухкомнатные квартиры семьям погибших сотрудников новой полиции, к тому же каждая семья получит денежную компенсацию в размере 725 тысяч гривен; общественностью был начат сбор средств в помощь семьям погибших патрульных.

## Следствие и суд
Следствие по делу об убийстве патрульных полицейских было завершено в январе 2017 года и дело было передано в Кировский районный суд Днепра. Представители следствия заявили, что располагают надёжными доказательствами вины подозреваемого Александра Пугачёва.
Основным доказательством по делу является видео с нагрудной камеры Кутушева, которое так же было опубликовано в СМИ. Но из семи минут видео было вырезано 4 минуты 48 секунд.

На видео с камеры Кутушева, отчётливо виден свидетель, который находился в непосредственной близости от автомобиля. Хотя по данным, предоставленным в пресс-релизе, никого, кроме полицейских, возле автомобиля патрульных не было.
Приговором Кировского районного суда г. Днепра от 8 апреля 2019 года Пугачёв был приговорён к пожизненному заключению. 17 сентября 2019 г. Днепровский апелляционный суд и 16 марта 2020 г. Верховный Суд оставили приговор без изменений.

## Память
На месте убийства была установлена памятная плита с именами погибших. Ежегодно патрульные полицейские приходят почтить память Артёма и Ольги и возложить цветы к месту их расстрела.